# 宮木南美
宮木 南美（みやき なみ、9月24日 - ）は、日本の女性声優。兵庫県神戸市須磨区出身。元INSPIONエージェンシー所属。2022年8月よりフリーランス（業務提携：リミアブランクス）。

## 略歴
2013年12月よりスチール・ウッド・ガーデンに所属していたが、2017年8月31日付で退所。その後、クロコダイル準所属となった。
2014年11月より、SHOWROOM上で活動する声優アイドルユニット「にごどる!」落月南衣代役を担当したが、2015年10月29日に卒業した。
2020年4月1日よりオフィス・フローレス（2021年5月よりINSPIONエージェンシーに社名変更）に所属。
2022年7月31日、INSPIONエージェンシーを退所しフリーランスとなった。

## 人物
弟がいて、両親と4人暮らしである(2020年1月当時)。
趣味としてボードゲーム、テーブルトークRPG、マーダーミステリーをそれぞれ挙げている。特技としてあへぷりんを描くこととマシンガントークをそれぞれ挙げている。
2020年1月23日放送の『メッセンジャーの○○は大丈夫なのか?』（毎日放送）にて、自身が演じるバーチャルYouTuber・比良坂芽衣として紹介された。本人によれば、動画は実家で撮影しているが、機材が少ないため、母親の寝室の横のリビングにて動画撮影をしていると語っている。
その後は一人の部屋を用意してもらい、自室から配信をしているが、隣の部屋の音が漏れてしまう環境なので夜遅くになると騒音を気にして配信音も小声になる。
2022年6月頃からは新居を借りて関西から上京した祖母と共に二人暮らしを始めた。配信活動は新居・実家どちらでもおこなっている。

## 出演
太字はメインキャラクター。

### テレビアニメ
- 蒼い世界の中心で（2013年、カーヴァイ）
- キリングバイツ（2018年、カメレオンB）
- 邪神ちゃんドロップキック（2018年、女子学生B）
- カードファイト!! ヴァンガード（2019年 - 2020年、五ノ実ナナミ[11]） - 2シリーズ[一覧 1]
- ヒロインたるもの!〜嫌われヒロインと内緒のお仕事〜（2022年、クラスメイト、スタッフ、観客B）
- 神無き世界のカミサマ活動（2023年、店員[12]、村人[13]、子供[14]、教団員[15]、信者[16]）
- さようなら竜生、こんにちは人生（2024年、事務員[17]）
- かくして!マキナさん!!（2025年、鈴木花[12][18]）

### Webアニメ
- 古町と団五郎（2014年 - 2015年、裕太[19]、レポーター）
- こぎみゅん（2017年）[20]

### ゲーム
2016年
- 武装少女 - ARMED GIRLS -（ナターシャ・プリセツカヤ、アルベルタ・ベッセル、エルヴィラ・アルトアイゼン）

2017年
- ヤンデレ彼女+PLUS（遠野柚奈）
- 十夜戦争ガーディアンズサモン（紫苑）

2019年
- トーキングメモリーズSS（遠野柚奈）

2020年
- 海腹川背 BaZooKa!（ナタ・デ・コットン）
- CHOJO -CryptoGirlsArena-（小森栞梨）
- Hell Sports（ハケン、シニガミ）

2021年
- コットン リブート!（ナタ・デ・コットン）
- 22/7 音楽の時間（森鈴音）

2022年
- ロックマンX DiVE（ドロワクレール）
- バトルスピリッツ コネクテッドバトラーズ（詩華ヒメ）

2025年
- コットンリブート ハイテンション!（ナタ・デ・コットン）
- 魔法少女ノ魔女裁判（沢渡 ココ ）※比良坂芽衣名義

### デジタルコミック
- 魔法少女(仮)マホツカ！（真帆塚エル子[28]）

### ラジオドラマ
- クリオネの灯り（2017年、アカリ[29]）

### 配信番組
※はインターネット配信。
- 比良坂芽衣の昇然高校放送部（2016年 - 2018年、ラジ友※）
- 比良坂芽衣の昇然高校放送部 復活篇（ラジ友※）
- 阿佐ヶ谷ロイヤルミルクティー (2023年 ラジ友※)[30]

### その他コンテンツ
- バーチャルYouTuber・比良坂芽衣
- にごどる!（2014年 - 2015年、落月南衣代）
- パチ7「くずまろ！」CM（くず神さま）
- RISU算数「RISU算数ゲーム」CM（ひげウサ、ゆうやけちゃん）
- 夕方チャンス（アニマックス、ひげウサの声）
- 夕方チャレンジ（アニマックス、ひげウサの声）
- 世界算数（アニマックス、ひげウサの声）
- 徒歩・カーナビアプリ『MAPLUSキャラdeナビ』(比良坂芽衣)[31]
- ゴー・ラウンド・ゲーム(ごらんげ) (夕映)[32][33]

## その他活動
- アパレルブランド『LIVERTINE AGE』宮木南美×比良坂芽衣コラボ[34]
- カフェダイニング＆バルFLAT 比良坂芽衣コラボカフェ（2022年6月24日 - 8月15日）[35]

### シリーズ一覧
1. ↑  新右衛門編（2019年 - 2020年）、『外伝 イフ-if-』（2020年）